# Venusaur
Venusaur (japanski: フシギバナ Fushigibana) jedan je od 1025 fiktivnih vrsta Pokémona iz medijske franšize Pokémon, skupa Pokémon videoigara, animiranih serija, manga stripova, knjiga, igraćih karata i drugih medija kojima je tvorac Satoshi Tajiri. Svrha je Venusaura u videoigrama, animiranoj seriji i manga stripovima, kao i svrha ostalih Pokémona, borba s divljim Pokémonima – neukroćenim stvorenjima koje igrači i likovi pronalaze dok kreću na razne avanture – i pripitomljenim Pokémonima drugih Pokémon trenera.

## Etimologijaimena
Venusaurovo ime dolazi od više mogućih riječi kao što je "venom" = otrov, "Venus" = Venera (kao Venerina muholovka) i "vines" = vitice te grčke riječi "sauros" = gušter. 
Njegovo japansko ime Fushigibana dolazi od kombinacije japanskih riječi "fushigi" = tajanstven i "hana" = cvijet.

## Pokédex podaci
- Pokémon Red/Blue: Biljka na leđima raste upijajući Sunčevu energiju. Ostaje pokretan u potrazi za Suncem.
- Pokémon Yellow: Cvijet na njegovim leđima hvata Sunečeve zrake. Sunčeva se svjetlost zatim upija i koristi se za energiju.
- Pokémon Gold: Šireći latice cvijeta na leđima i hvatajući Sunčevu svjetlost, puni svoje tijelo snagom.
- Pokémon Silver: Sposoban je pretvarati Sunčevu svjetlost u energiju. Kao razultat toga, mnogo je snažniji tijekom ljeta.
- Pokémon Crystal: Dok se zagrijava i upija Sunčevu svjetlost, latice njegova cvijeta otpuštaju ugodan miris.
- Pokémon Ruby/Sapphire: Na Venusaurovim leđima nalazi se veliki cvijet. Cvijet poprima jarke boje ako Venusaur upija dovoljno hranjivih tvari i Sunčeve svjetlosti. Miris cvijeta umiruje osjećaje ljudi.
- Pokémon Emerald: Smatra se kako Venusaurov cvijet poprima jarke boje ako upije dovoljno hranjivih tvari i Sunčeve svjetlosti. Miris cvijeta umiruje osjećaje ljudi.
- Pokémon FireRed: Očaravajuć miris kruži oko njegovih latica. Miris umiruje sudionike u borbi.
- Pokémon LeafGreen: Biljka na leđima raste upijajući Sunčevu energiju. Ostaje pokretan u potrazi za Suncem.
- Pokémon Diamond/Pearl/Platinum: Nakon kišnog dana, cvijet na njegovim leđima poprima snažniji miris. Miris privlači druge Pokémone.

## U videoigrama
Venusaur je neprisutan u divljini unutar svih Pokémon videoigara. Jedini način dobivanja Venusaura jest razvijanje Ivysaura nakon dostizanja 32. razine. Ivysaur se zauzvrat razvija iz Bulbasaura, koji je jedan od ponuđenih početnih Pokémona unutar igara Pokémon Red i Blue, Pokémon LeafGreen i FireRed, a moguće ga je dobiti i u gradu Ceruleanu u igri Pokémon Yellow.

## Tehnike
| Prirodne tehnike                 | Prirodne tehnike | Prirodne tehnike |
| -------------------------------- | ---------------- | ---------------- |
| Tehnika                          | Vrsta tehnike    | Razina           |
| Obaranje (Tackle)                | Normalni         |                  |
| Režanje (Growl)                  | Normalni         |                  |
| Zametak pijavice (Leech Seed)    | Travnati         |                  |
| Šibanje viticom (Vine Whip)      | Travnati         |                  |
| Otrovni prah (PoisonPowder)      | Otrovni          |                  |
| Uspavljujući prah (Sleep Powder) | Travnati         |                  |
| Rušenje (Take Down)              | Normalni         |                  |
| Oštrica lista (Razor Leaf)       | Travnati         |                  |
| Slatki miris (Sweet Scent)       | Normalni         |                  |
| Rast (Growth)                    | Normalni         |                  |
| Dvostruka oštrica (Double-Edge)  | Normalni         |                  |
| Ples latica (Petal Dance)        | Travnati         | 32               |
| Sjemenka brige (Worry Seed)      | Travnati         | 39               |
| Sinteza (Synthesis)              | Travnati         | 45               |
| Sunčeva zraka (SolarBeam)        | Travnati         | 53               |

## Statistike
| HP:      | 80  |  |
| Attack:  | 82  |  |
| Defense: | 83  |  |
| Special: | 100 |  |
| SpAtk:   | 100 |  |
| SpDef:   | 100 |  |
| Speed:   | 80  |  |

Statistika Special korištena je samo tijekom prve generacije; kasnije je podijeljenja na Special Attack i Special Defense statistike.

## U animiranoj seriji
Venusaur je vođa evolucijske ceremonije Bulbasaura koji se pojavio u epizodi Bulbasaur's Mysterious Garden.
U epizodi Grass Hysteria, May se izgubila u Zabranjenoj šumi kojom vlada Venusaur.
Tijekom Mayinog izbivanja iz Pokémon animirane serije, njen se Bulbasaur razvio te se u epizodi Pruning a Passel of Pals! pojavio kao Venusaur.
Spenser, jedan od mozgova Borbi bez granica (Battle Frontier), posjeduje Venusaura kojeg je koristio u borbi protiv Asha. Venusaur je uspio pobijediti Ashovog Heracrossa, no izgubio je protiv Ashovog Swellowa.
Drake, šampion Orange lige, koristio je svoga Venusaura tijekom borbe protiv Asha u epizodi Enter The Dragonite.
U jednom dijelu, James, član Tima Raketa, koristi Venusaura u borbi protiv Asha. James ga koristi tijekom Ashovog Cyndaquila, i naposljetku uspijeva odnijeti pobjedu.
U Pokémon: The First Movie, Mewtwo klonira Venusaura zvanog Bruteroot, i koristi klona 
(uz klonove Charizarda i Blastoisea) da bi pobijedio trenere koje je pozvao u svoju utvrdu.
Mewtwo i klonovi na kraju odustaju i povuku se na nepoznatu lokaciju, ali se ponovo 
pojavljuju u nastavku Pokémon: Mewtwo Returns.